# 炸弹人II
《炸弹人II》是一款由Hudson Soft制作和发行的益智游戏。游戏于1991年6月28日在日本地区FC游戏机发行。
于1993年在北美发行。
游戏的故事为白色炸弹人被黑色炸弹人诬陷参与恐怖袭击。在被指控参与抢劫银行之后，白色炸弹人被投入监狱。白色炸弹人的目的是逃出监狱密室，并将黑色炸弹人绳之于法。
游戏的玩法和经典的《炸彈人》类似。炸弹人在一个充满障碍物的空间内，并且有敌人在走动。炸弹人需要安防炸弹来破坏障碍物和敌人。